# 도쿄 농공대학
도쿄 농공대학(일본어: 東京農工大学,Tokyo University of Agriculture and Technology)은 일본의 국립 대학이다. 대학 본부는 도쿄도 후추시에 있다.

## 연혁
도쿄 농공대학은 1949년에 도쿄 농림 전문학교(東京農林專門學校)와 도쿄 섬유 전문학교(東京纖維專門學校)를 통합해 설립되었다.
1874년에 설립된 일본 내무성 권업료(勸業寮) 나이토신주쿠(內藤新宿) 출장소가 대학의 기원이다 (나이토신주쿠 출장소의 유적은 현 신주쿠교엔 공원이다).

### 도쿄 농림 전문학교
- 1874년 일본 내무성 권업료 나이토 신주쿠 출장소에 농사수학장(農事修學場) 설치.
- 1877년 수목시험장(樹木試驗場) 설치.
- 1878년 농학수학장이 고마바 농업학교(駒場農學校)로 개칭.
- 1882년 수목시험장이 도쿄 산림학교(東京山林學校)로 개칭.
- 1886년 도쿄 농림학교(東京農林學校) 설치 (고마바 농업학교와 도쿄 산림학교를 통합).
- 1890년 제국대학 농과대학이 됨.
을과(乙科)를 부설 (1898년에 실과(實科)로 개명).
- 1935년 실과가 도쿄 제국대학에서 독립. 도쿄 고등 농림학교로 개칭.
현 후추(府中) 캠퍼스로 이전.
- 1944년 도쿄 농림 전문학교로 개칭.
- 1949년 도쿄 농공대학 농학부가 됨.

### 도쿄 섬유 전문학교
- 1874년 일본 내무성 권업료 나이토 신주쿠 출장소에 잠업시험계(蠶業試驗掛) 설치.
- 1884년 일본 농상무성(農商務省) 잠병시험장(蠶病試驗場)으로 개칭.
- 1887년 잠업시험장으로 개칭.
- 1896년 잠업강습소(蠶業講習所)로 개칭.
- 1899년 도쿄 잠업강습소로 개칭.
- 1914년 도쿄 고등 잠사학교(東京高等蠶絲學校)로 개칭.
- 1940년 현 고가네이(小金井) 캠퍼스로 이전.
- 1944년 도쿄 섬유 전문학교로 개칭.
- 1949년 도쿄 농공대학 섬유학부가 됨.

### 도쿄 농공대학
- 1949년 도쿄 농공대학 발족 (농학부, 섬유학부).
- 1962년 섬유학부를 공학부로 개명.

## 캠퍼스
- 후추(府中) 캠퍼스: 대학본부, 농학부 캠퍼스.
- 도쿄도 후추시 하루미 초(晴見町) 3-8-1 (대학본부).
- 도쿄 도 후추 시 사이와이 초(幸町) 3-5-8 (농학부).
- 고가네이(小金井) 캠퍼스: 공학부 캠퍼스.
- 도쿄 도 고가네이시 나카 초(中町) 2-24-16.

## 조직

### 학부
- 농학부(農學部)
  - 생물생산학과
  - 응용생물과학과
  - 환경자원과학과
  - 지역생태 시스템 학과
  - 수의학과
- 공학부(工學部)
  - 생명공학과
  - 응용분자화학과
  - 유기(有機)재료화학과
  - 화학 시스템 공학과
  - 기계 시스템 공학과
  - 물리 시스템 공학과
  - 전기전자공학과
  - 정보공학과

### 대학원
- 공생과학기술연구원 (교원 연구 조직)
- 공학부(工學府: 석사/박사 과정)
- 농학부(農學府: 석사 과정)
- 생물 시스템 응용과학부(生物システム應用科學府: 박사 과정)
- 연합 농학 연구과 (본부: 도쿄 농공대학. 박사 과정)
- 연합 수의학 연구과 (본부: 기후 대학)

### 부속기관
- 도서관
- 농학부 부속 동물 의료 센터
- 공학부 부속 과학 박물관 (구 섬유 박물관)